# The Replacement Killers
The Replacement Killers (titulada Asesinos sustitutos en Latinoamérica y Asesinos de reemplazo en España) es una película estadounidense de acción y suspenso estrenada el 6 de febrero de 1998. Dirigida por Antoine Fuqua, la cinta estuvo protagonizada por Chow Yun-Fat, Mira Sorvino, Michael Rooker, Clifton Collins Jr. y Danny Trejo.

## Detalles
La película fue estrenada en los Estados Unidos el 6 de febrero de 1998. La historia fue concebida a partir de un guion escrito por Ken Sanzel. El veterano director de acción John Woo coprodujo y realizó la coreografía de las secuencias de acción. La película se sitúa en Los Ángeles, California, y sigue a un asesino emocionalmente desilusionado que se ve obligado a conformarse con una venganza violenta contra un jefe del crimen despiadado. La película marca el debut como actor estadounidense para Chow Yun-Fat, dado que hasta entonces sus apariciones en pantalla se habían limitado al cine de acción de Hong Kong.

## Reparto y personajes
- Chow Yun-fat como John Lee.
- Mira Sorvino como Meg Coburn.
- Michael Rooker como Stan 'Zeedo' Zedkov.
- Kenneth Tsang como Terence Wei.
- Jürgen Prochnow como Michael Kogan.
- Til Schweiger como Ryker.
- Danny Trejo como Collins.
- Clifton Collins, Jr. como Loco.
- Carlos Gómez como Hunt.
- Frank Medrano como Rawlins.
- Carlos León como Romero.
- Leo Lee como Lam.
- Patrick Kilpatrick como Pryce.
- Randall Duk Kim como Alan Chan.
- Andrew J. Marton como Stevie.
- Sydney Coberly como Sara.